# 준달라
준달라(Jundallah 혹은 Jondollah(아랍어: جندالله), 뜻은 "신의 병사들"), 혹은 이란 인민저항운동(People's Resistance Movement of Iran; PRMI)는 이란의 수니파 무슬림들의 권리를 위해 싸운다고 주장하는 파키스탄에 기반을 둔 무장 조직이다.
준달라는 압둘말렉 리기(Abdolmalek Rigi)가 설립했다고 전해지는데 그는 2010년 이란에 체포되어 처형되었다. 이 조직은 대략 700~2,000명 정도의 전사를 보유하고 있는 것으로 믿어지며, 2003년 이래 이란 국민 154명을 죽이고 320명을 부상시켰다는 혐의를 받고 있다.
준달라는 이란과 미국에 의해 테러 조직으로 지정되어 있고, 다수의 테러, 납치 및 마약밀수에 연루되어 있다고 알려져 있다. 많은 출처에 따르면 이 집단은 알카에다와 연계를 갖고 있다고 한다. 이란은 미국과 영국 정부가 준달라를 지원하고 있다고 비난하고 있다. 또한 ABC 뉴스, 데일리 텔레그래프, 언론인 세이무어 허쉬 등의 여러 출처에서도 이란에 대항해 미국이 준달라에 지원을 제공하고 있다고 보도한 바 있기도 하다.

## 배경
준달라는 2003년에 출범했다고 믿어지고 있으며, 이란의 군사/민간 양 쪽의 유명한 표적들에 대한 공격으로 알려져 있다. 그 기원과 조직은 여전히 불분명하다. 준달라는 발루치 자치주의 운동의 분파이며, 이란-이라크 전쟁 기간 동안 이란에 대한 대리전을 펼치기 위해 무자헤딘-이-할크 같은 다른 무장집단들과 함께 사담 후세인에 의해 설립되고 지원을 받았다는 이야기가 있다. 또 파키스탄에는 동일한 준달라라는 이름으로 활동하는 다른 집단이 최소 하나 이상 존재한다고 알려져 있다.
이란은 미국과 다른 외국 세력들이 준달라를 지원하고 있다고 주장한다. 이는 아마도 그동안 국경을 넘나드는 무장 세력을 제압하기 위해 파키스탄이 이란과 협력해온 역사에도 불구하고 파키스탄 영내에서 파키스탄 정부의 지원을 받고 있다는 의미인 것처럼 보인다. 한편 준달라는 미국, 영국과 같은 외국 정부는 물론, 알 카에다나 탈리반과의 어떤 연계도 부인하고 있다. 또한 미국도 이 집단에 대한 어떤 관여나 지원도 부인하고 있다.
2008년 10월 17일 알-아라비야 TV에서 방영된 인터뷰에서, 준달라 지도자 압둘말렉 리기는 자신들이 군사, 정치, 이념적 훈련을 받은 "2,000명 이상의 사나이들"을 보유하고 있지만, "산에 사는 대원들은 200명을 넘지 않는다"고 언급한 바 있다.
또한 준달라는 이란의 디젤유를 아프가니스탄과 파키스탄으로 밀수하는 데 관여하고 있다는 혐의를 받고 있다. 이란의 디젤유는 아프가니스탄과 파키스탄의 유가에 비해 다섯 배 이상 싸다. 이 디젤유는 아프가니스탄과 파키스탄의 마약과 물물교환되어 이란으로 밀반입된 후 팔린다는 것이다.

## 같이 보기
- 발루치족
- 이란-이라크 전쟁

### 비디오
- ABC investigative report by Brian Ross
- PressTV Report on Jundallah Part 1
  - PressTV Report on Jundallah Part 2
- CNN video report
- Video: Exporting the Taliban Revolution